# Gloria Bruni
Gloria Bruni (* 1955 in Oschersleben als Brünhild Ulonska) ist eine deutsche Sängerin (Sopran), Geigerin und Komponistin.

## Leben
Gloria Bruni ist die Tochter eines Physikers und wuchs gemeinsam mit ihrer Schwester in Hamburg auf und machte 1973 am Charlotte-Paulsen-Gymnasium ihr Abitur. Sie erhielt als Kind Klavier- und Geigenunterricht und sang schon während ihrer Schulzeit. Neben dem Studium der Zahnmedizin mit Promotion studierte sie gleichzeitig Komposition bei Diether de la Motte und Gesang bei Naan Pöld in Hamburg sowie in München und Mailand.
Bruni wirkte als Geigerin in der Hamburger „Camerata Accademica“ und im Mozarteumorchester Salzburg und spielte im Rahmen von Tourneen u. a. in der Carnegie Hall und im John F. Kennedy Center for the Performing Arts.
Als Sängerin kam sie bei Polydor unter Vertrag und trat unter anderem beim Puccini-Festival und an der Mailänder Scala auf, mit den London Mozart Players an der Dresdner Semperoper sowie im Leipziger Gewandhaus.
Bruni ist verheiratet, hat eine Tochter und lebt in Hamburg.

## Werk
Bruni komponiert hauptsächlich für Chor und Gesangssolisten. In ihren Kompositionen verarbeitet sie häufig Elemente volkstümlicher oder sakraler Musik, verbindet unterschiedliche musikalische Gattungen miteinander. 
Ihr Requiem a Roma wurde im Heiligen Jahr 2000 als Auftragswerk des Vatikans in der Kirche Sant’Ignazio uraufgeführt und außerdem in Auszügen vor Papst Johannes Paul II. dargeboten. 2008 wurde die von ihr komponierte Kinderoper Pinocchio in der Laeiszhalle mit den Hamburger Symphonikern uraufgeführt, es folgten weitere Aufführungen des Werkes u. a. am Teatro di San Carlo in Neapel und am Teatro Regio di Parma. Das Musical The Thorn Birds („Die Dornenvögel“) nach dem Libretto von Colleen McCullough wurde 2009 von der Wales Theatre Company uraufgeführt mit anschließender Tournee durch Großbritannien. Weitere Werke sind die Märchen-Mini-Oper Der verzauberte Pfannkuchen sowie die ebenfalls in der Laeiszhalle uraufgeführte Sinfonie Nr. 1 – Ringparabel (nach G. E. Lessings Nathan der Weise). Diese Sinfonie wurde nicht nur als Konzert, sondern mehrfach auch als Ballett aufgeführt.

## Diskografie
- 1990: Moments, Polydor
- 2001: Requiem a Roma, Arte Nova

## Filmografie
- 2009: The Thorn Birds, Videofilm, ZDF Enterprises

## Auszeichnungen
- 1. Bundespreis des Landesverbands der Tonkünstler und Musiker als Komponistin und Interpretin[3]